# Выборгский железнодорожный вокзал (1869)
Выборгский железнодорожный вокзал — деревянное здание вокзала на Выборгской железнодорожной станции, построенное в 1869 году и разобранное в 1913 году в связи с возведением каменного вокзального комплекса.

## История
Территория, на которой был построен вокзал, до 1860-х годов находилась за пределами города. Она относилась к Петербургскому форштадту — предместью Выборга с неупорядоченной деревянной застройкой. В 1861 году выборгским губернским землемером Б. О. Нюмальмом был разработан городской план, предусматривавший снос устаревших укреплений Выборгской крепости и формирование сети новых прямых улиц, разделивших территорию бывшего форштадта на участки правильной формы. В соответствии с планом через Выборг была проложена Финляндская железная дорога, и в 1869 году, к открытию железнодорожной линии Санкт-Петербург — Гельсингфорс, на окраине города у подножия Ильинской горы было возведено первое здание выборгского вокзала.
Проекты железнодорожных вокзалов Великого княжества Финляндского разрабатывались под руководством главного директора главного управления публичных зданий К. А. Эдельфельта. В литературе высказываются предположения, что автором неподписанных чертежей выборгского вокзала 1868 года мог быть сотрудник управления: архитектор К. Нюландер либо В. Вестлинг.

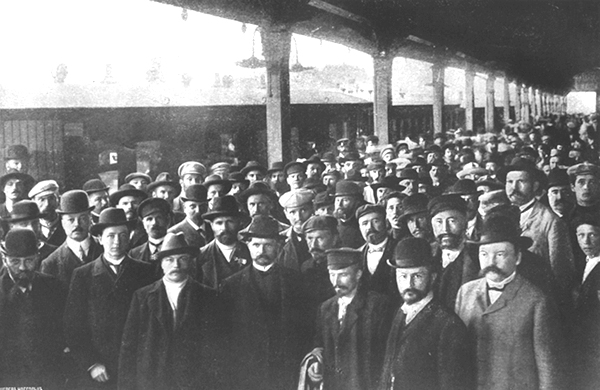
Депутаты Государственной думы, подписавшие «Выборгское воззвание», под навесом на перроне вокзала

При строительстве сооружений железнодорожной станции много усилий было потрачено на отсыпку грунта для выравнивания побережья Выборгского залива и укрепление фундамента построек. Деревянное здание вокзала представляло собой два больших двухэтажных павильона, соединённых одноэтажной галереей с парадным входом. Для трёхчастной композиции выборгского вокзала, как и всех деревянных вокзалов Финляндской железной дороги павильонного типа, характерна симметрия фасада. Центральная часть здания выделялась открытой верандой с декоративной резьбой — этот приём в дальнейшем использовался и в проектах других финляндских вокзалов. Тогда же появился и первый центральный проходной зал с кассами и отдельными залами ожидания для пассажиров I-II и III-IV классов. К павильонам, украшенным на уровне второго этажа балконами, примыкали одноэтажные пристройки, в которых размещались различные службы железной дороги. Привлекало внимание нарядное крыльцо парадного входа с кровлей под колоннами на уровне второго этажа. По всей длине здания вокзала со стороны перрона был сооружён навес от дождя и снега. Центральная часть навеса являлась продолжением вокзальной кровли.

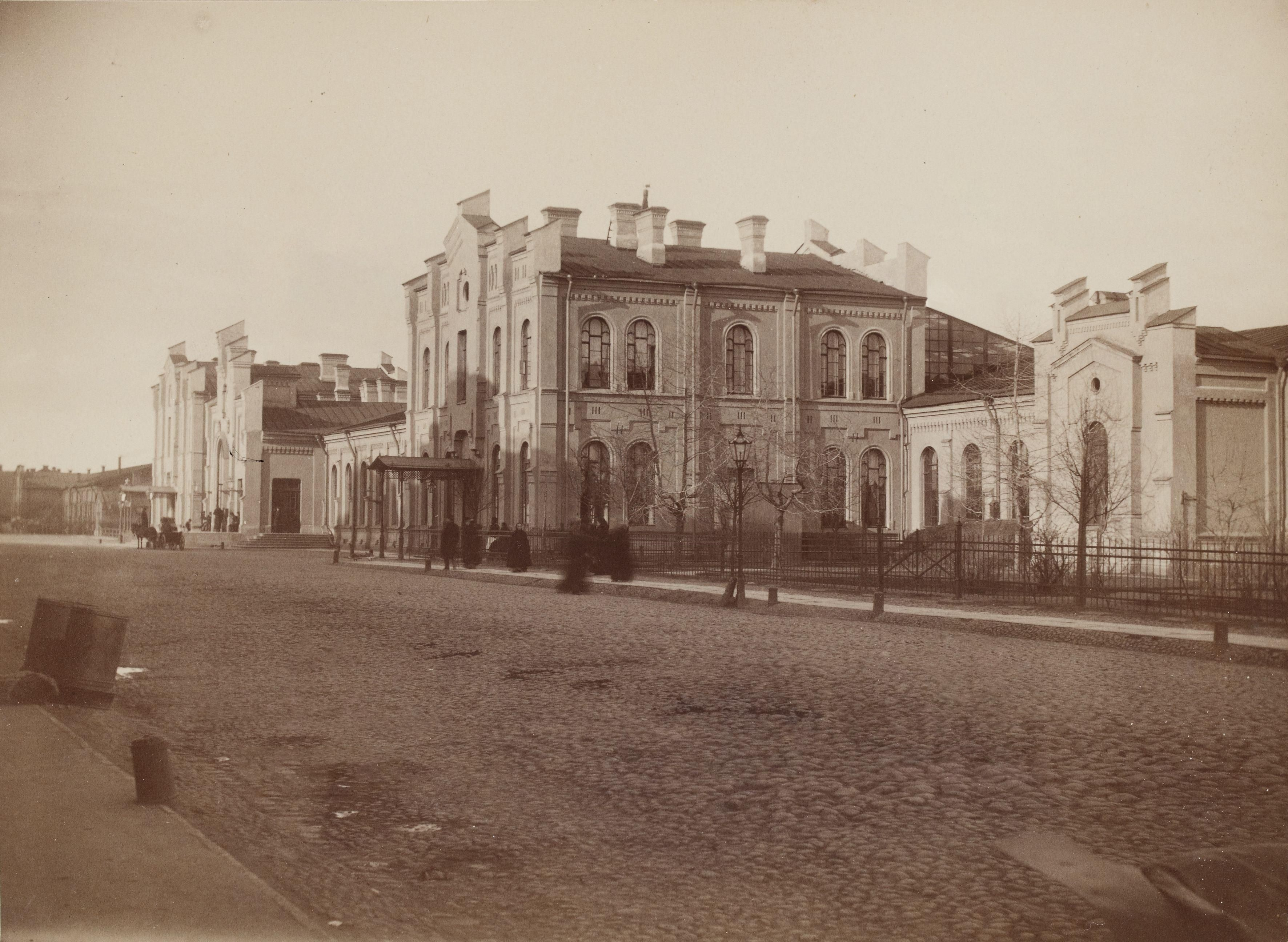
Первое здание Финляндского вокзала

Для оформления фасадов выборгского вокзала определяющее значение имело использование дерева в качестве строительного материала, но при этом очевидна концептуальная связь его архитектуры с первым зданием Финляндского вокзала. 
С развитием железнодорожной сети (в частности, со строительством железной дороги из Выборга в Йоэнсуу) и ростом грузооборота Выборгского порта, к которому по набережной была подведена железнодорожная ветка, город превратился в крупный транспортный узел, для которого требовался соответствующий железнодорожный терминал. В 1901 году был объявлен архитектурный конкурс на проект нового здания вокзала, которое было выстроено рядом со старым в 1913 году, расположившись западнее, на месте снесённой гостиницы «Европа», и замкнув перспективу первого выборгского проспекта, связывающего Северную гавань, вблизи от которой расположился железнодорожный узел, и Южную гавань — главные морские ворота Выборга. 
В связи с разборкой первого здания вокзала изменились границы Привокзальной площади.
Центральная часть современного здания выборгского вокзала, построенного в 1953 году, оформлена треугольным завершением, напоминающим о первом вокзале.